# Alstroemeria caryophyllaea
Alstroemeria caryophyllaea är en alströmeriaväxtart som beskrevs av Nikolaus Joseph von Jacquin. Alstroemeria caryophyllaea ingår i släktet alströmerior, och familjen alströmeriaväxter. Inga underarter finns listade i Catalogue of Life.